# Cortes de Barcelona (1480)
Las Cortes de Barcelona de 1480-1481 fueron convocadas por el rey de Aragón y conde de Barcelona Fernando II, soberano privativo de la Corona de Aragón.
En estas cortes, las primeras de Fernando el Católico, se resolvieron muchos temas que quedaban pendientes de después de la guerra civil catalana: la función de la Generalidad, el régimen pactista y la devolución de bienes. Estos dos últimos puntos se concretaron en el reconocimiento de una derrota compartida por ambos bandos, más orientada hacia la reconstrucción del país que hacia la represión de los vencidos. Se acordó disponer de un crédito de 100 000 libras para que el rey pudiese indemnizar y devolver los bienes arrebatados a sus anteriores propietarios.
En cuanto a las funciones que tendría la Generalidad, se decidió crear una comisión de la cual formó parte Berenguer de Sos, formada por quince diputados por cada brazo.
La comisión se reunió el 27 de febrero de 1481 en el Casa de la Diputación. Con todo, no fue posible la reorganización de las instituciones catalanas a causa de los conflictos que el rey Fernando tenía con los turcos en Nápoles y Sicilia.
En estas cortes se aprobó el capítulo Poco valdría, llamado posteriormente Constitución de la Observancia, en el que se recoge la obligación del rey de cumplir y respetar las Constituciones Catalanas. El capítulo encargaba a la Generalidad que velase por el cumplimiento de esta norma, tanto por parte del rey como de sus oficiales, y le autorizaba a revocar cualquier orden anticonstitucional. Está considerada como pieza clave del pactismo catalán. Se mantuvo vigente hasta finales del año 1716, cuando fue anulada por el Decreto de Nueva Planta.
| Predecesor: Cortes de Perpiñán-Barcelona (1473) | Cortes Catalanas 1480 | Sucesor: Cortes de Barcelona (1493) |